# 香港建築師學會
香港建築師學會（英語：Hong Kong Institute of Architects，縮寫：HKIA）是香港的建築師專業團體，成立於1956年9月3日。該學會為國際建築師協會、英聯邦建築師協會和亞洲建築師協會組織會員，並每年頒發香港建築師學會年獎，表揚會員的傑出建築作品。

## 歷史

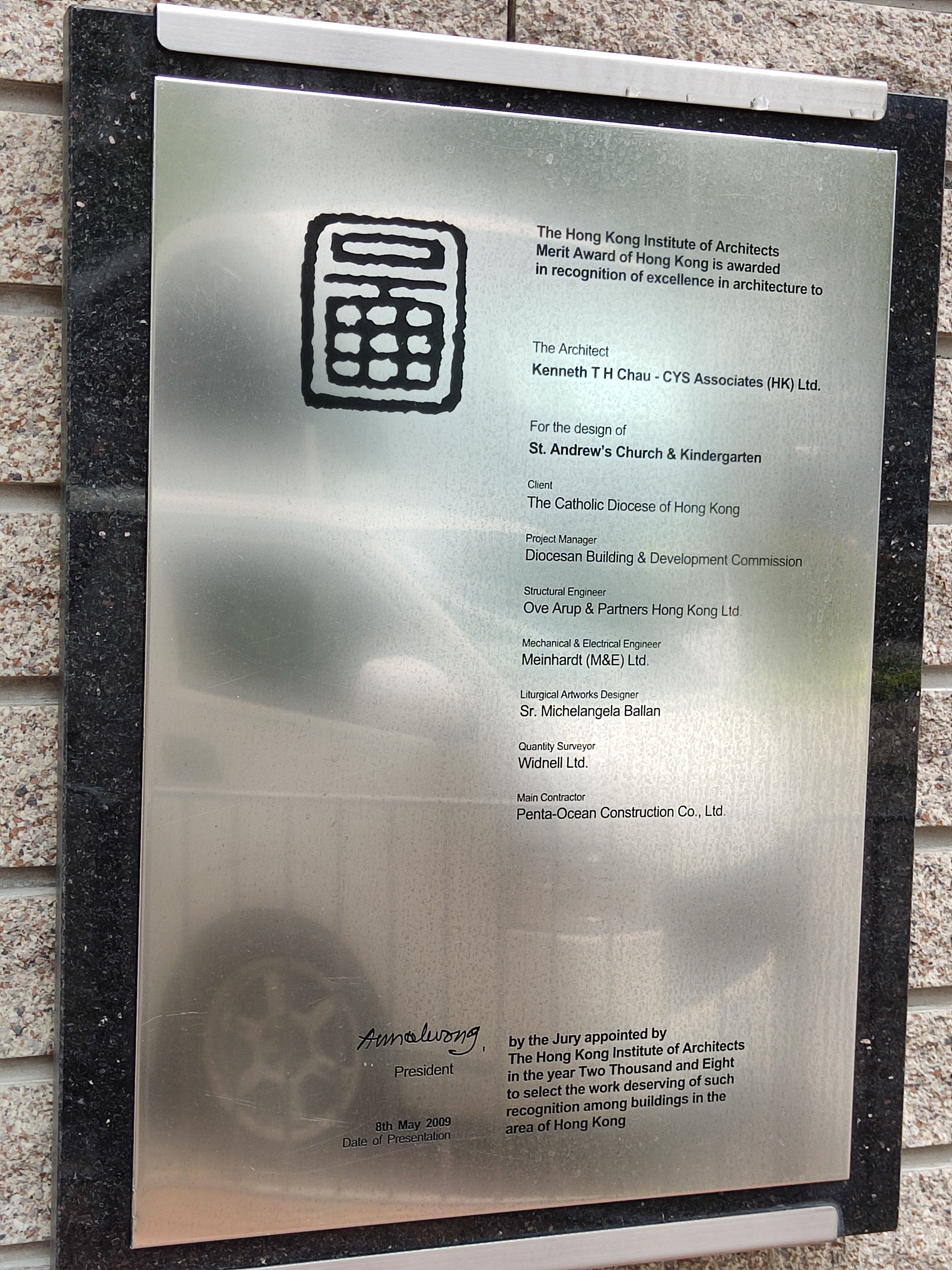
香港建築師學會2009年優異獎，香港新界將軍澳聖安德肋堂及幼稚園項目。

香港建築師學會前身是香港建築師公會（The Hong Kong Society of Architects），由27位建築師於1956年組成，成立旨在提昇建築設計、促進和輔助各種相關藝術及科技知識的汲取。除此之外，提高會員的專業服務水準。後來香港建築師學會更獲英國皇家建築師協會認可。1972年，公會更名為香港建築師學會。

## 組織架構
學會的事務由理事會負責統籌。當中成員包括會長、2位副會長、秘書長、財務長、8位理事會員、上屆會長（當然委員）和各部門主席。

### 歷屆會長
- 徐敬直（1956-1957年）
- 鄔勵德（1958年）
- Harold Graham Fector ROBINSON（1959年）
- 司徒惠（1960年）
- Wallace Gerard GREGORY（1961年）
- George Chadwick DOVEY（1962-1963年）
- LEE Wei Kwong Edward（1964年）
- Hugh Cedric ASTBURY（1965年）
- 郭敦禮（1966年）
- Alan FITCH（1967年）
- Alfred Victor Jorge ALVARES（1968年）
- Ian James CAMPBELL（1969年）
- 歐陽昭（1970年）
- 白自覺（1971-1972年）
- 王澤生（1973-1974年）
- 李景勳（1975-1976年）
- 徐和德（1977-1978年）
- 羅光耀（1979-1980年）
- 潘祖堯（1981-1982年）
- 何承天（1983-1984年）
- 黃漢威（1985-1986年）
- 木下一（1987-1988年）
- 夏扶禮（1989-1990年）
- 潘承梓（1991-1992年）
- 劉榮廣（1993-1994年）
- 鍾華楠（1995-1996年）
- 何弢（1997-1998年）
- 韋栢利（1999-2000年）
- 劉秀成（2001-2002年）
- 王寶龍（2003年）
- 沈埃迪（2004年）
- 林雲峰（2005-2006年）
- 呂元祥（2007-2008年）
- 鄺心怡（2009-2010年）
- 林光祺（2011-2012年）
- 馮宜萱（2013-2014年）
- 吳永順（2015-2016年）
- 陳沐文（2017-2018年）
- 李國興 （2019-2020年）
- 蔡宏興 （2021-2022年）
- 陳澤斌 （2023-2024年）
- 劉文君 （2025年至今）

## 认可专业课程
在香港成为建筑师须完成受香港建筑师学会及香港建築師管理局共同认可的专业先修学位及专业学位，并且成功通过建筑师注册考试，方可向建築師註冊管理局申请成为注册建筑师。
其中在完成专业先修学位后，须先到认可机构工作最少九個月，方可入读专业学位课程。

### 專業先修學位[1]
註：專業先修及專業課程的認可年份均以畢業年份計算
專業先修課程為須就讀四年的全日制學士課程，香港建筑师学会及香港建筑师管理局总共认证了来自四间院校的五个课程，课程如下：
香港大學 建築學（榮譽）文學士
- 英文名稱：Bachelor of Arts (Hons) in Architectural Studies
- 認可類型：正式認可
- 认可到期日：2027年

香港中文大學 建築學（榮譽）社会科學士
- 英文名稱：Bachelor of Social Science (Hons) in Architectural Studies
- 認可類型：正式認可
- 认可到期日：2025年

香港城市大學 建築學（榮譽）理學士
- 英文名称：Bachelor of Science (Hons) in Architectural Studies
- 認可類型：正式認可
- 认可到期日：2025年
- 備註：課程為銜接課程，只須就讀兩年，但学生在入讀時需持有建築學相关的副學位。

香港珠海学院 建築学（榮譽）理學士
- 英文名稱：Bachelor of Science (Hons) in Architecture
- 認可類型： 正式認可
- 认可到期日：2027年
- 備註：2022年12月更改校名。由珠海學院(英文:  Chu Hai College of Higher Education) 改為香港珠海學院(英文: Hong Kong Chu Hai College)。

### 专业学位[2]
註：專業先修及專業課程的認可年份均以畢業年份計算
專業課程為須就讀兩年的全日制碩士課程，香港建筑师学会及香港建筑师注册管理局总共认证三间院校的四个课程，详程如下：
香港大學 建築學硕士
- 英文名稱：Master of Architecture
- 修读期限：2年
- 認可類型： 正式認可
- 认可到期日：2027年

香港大學 建築學硕士(设计)
- 英文名稱：Master of Architecture (Design)
- 修读期限：3年
- 認可類型： 有条件認可
- 认可到期日：2024年
- 备注：只供並未持有建筑學学士学位的人就读。

香港中文大学 建築硕士
- 英文名稱：Master of Architecture
- 修读期限：2年
- 認可類型： 正式認可
- 认可到期日：2025年

香港珠海学院 建築學硕士
- 英文名稱：Master of Architecture
- 修读期限：2年
- 認可類型：有條件認可
- 认可到期日：2027年
- 備註：2022年12月更改校名。由珠海學院(英文:  Chu Hai College of Higher Education) 改為香港珠海學院(英文: Hong Kong Chu Hai College)。

## 事件
2020年為香港建築師公會成立64週年。不過該會在9月3日於 Facebook 發帖祝賀的內容直接預祝65周年，惹起網民批評和質疑學會刻意迴避「六四」等政治敏感詞。學會表示本地文化有「逢5或10」作慶祝的傳統概念，沒有其他含意；而學會會長李國興希望外界不要過分敏感，強調學會一向只依照專業做事，沒有政治考慮。

## 外部連結
- 香港建築師學會（页面存档备份，存于）
- 香港建筑师学会认可课程(這連結已失效)（页面存档备份，存于）
- 香港建筑师学会认可课程